# 1972-es Formula–1 amerikai nagydíj
Az 1972-es Formula–1 világbajnokság tizenkettedik futama az amerikai nagydíj volt.

## Futam
| Helyezés | #  | Versenyző            | Csapat/Motor | Futott körök | Idő/Kiesés oka    | Rajthely | Pontszám |
| -------- | -- | -------------------- | ------------ | ------------ | ----------------- | -------- | -------- |
| 1        | 1  | Jackie Stewart       | Tyrrell-Ford | 59           | 1h41:45,354       | 1        | 9        |
| 2        | 2  | François Cevert      | Tyrrell-Ford | 59           | + 32,268          | 4        | 6        |
| 3        | 19 | Denny Hulme          | McLaren-Ford | 59           | + 37,528          | 3        | 4        |
| 4        | 4  | Ronnie Peterson      | March-Ford   | 59           | + 1:22,516        | 26       | 3        |
| 5        | 7  | Jacky Ickx           | Ferrari      | 59           | + 1:23,119        | 12       | 2        |
| 6        | 9  | Mario Andretti       | Ferrari      | 58           | + 1 kör           | 10       | 1        |
| 7        | 3  | Patrick Depailler    | Tyrrell-Ford | 58           | + 1 kör           | 11       |          |
| 8        | 8  | Clay Regazzoni       | Ferrari      | 58           | + 1 kör           | 6        |          |
| 9        | 21 | Jody Scheckter       | McLaren-Ford | 58           | + 1 kör           | 8        |          |
| 10       | 12 | Reine Wisell         | Lotus-Ford   | 57           | + 2 kör           | 16       |          |
| 11       | 28 | Graham Hill          | Brabham-Ford | 57           | + 2 kör           | 27       |          |
| 12       | 34 | Sam Posey            | Surtees-Ford | 57           | + 2 kör           | 22       |          |
| 13       | 6  | Mike Beuttler        | March-Ford   | 57           | + 2 kör           | 20       |          |
| 14       | 26 | Henri Pescarolo      | March-Ford   | 57           | + 2 kör           | 21       |          |
| 15       | 18 | Chris Amon           | Matra        | 57           | + 2 kör           | 7        |          |
| 16       | 33 | Skip Barber          | March-Ford   | 57           | + 2 kör           | 20       |          |
| 17       | 23 | Mike Hailwood        | Surtees-Ford | 56           | Ütközés           | 14       |          |
| 18       | 20 | Peter Revson         | McLaren-Ford | 54           | Elektronika       | 2        |          |
| 19       | 5  | Niki Lauda           | March-Ford   | 49           | Helyezés nélkül   | 25       |          |
| Kiesett  | 27 | Carlos Pace          | March-Ford   | 48           | Üzemanyagrendszer | 15       |          |
| Kiesett  | 14 | Peter Gethin         | BRM          | 47           | Motorhiba         | 28       |          |
| Kiesett  | 16 | Howden Ganley        | BRM          | 44           | Motorhiba         | 17       |          |
| Kiesett  | 11 | Dave Walker          | Lotus-Ford   | 44           | Motorhiba         | 30       |          |
| Kiesett  | 30 | Wilson Fittipaldi    | Brabham-Ford | 43           | Motorhiba         | 13       |          |
| Kiesett  | 17 | Jean-Pierre Beltoise | BRM          | 40           | Gyújtáshiba       | 18       |          |
| Kiesett  | 15 | Brian Redman         | BRM          | 34           | Motorhiba         | 24       |          |
| Kiesett  | 29 | Carlos Reutemann     | Brabham-Ford | 31           | Motorhiba         | 5        |          |
| Kiesett  | 25 | Andrea de Adamich    | Surtees-Ford | 25           | Ütközés           | 19       |          |
| Kiesett  | 24 | Tim Schenken         | Surtees-Ford | 22           | Felfüggesztés     | 31       |          |
| Kiesett  | 10 | Emerson Fittipaldi   | Lotus-Ford   | 17           | Felfüggesztés     | 9        |          |
| Kiesett  | 31 | Derek Bell           | Tecno        | 8            | Motorhiba         | 29       |          |

## A világbajnokság végeredménye
| H   | Versenyzők         | Pont | H   | Konstruktőrök | Pont    |
| --- | ------------------ | ---- | --- | ------------- | ------- |
| 1.  | Emerson Fittipaldi | 61   | 1.  | Lotus-Ford    | 61      |
| 2.  | Jackie Stewart     | 45   | 2.  | Tyrrell-Ford  | 51      |
| 3.  | Denny Hulme        | 39   | 3.  | McLaren-Ford  | 47 (49) |
| 4.  | Jacky Ickx         | 27   | 4.  | Ferrari       | 33      |
| 5.  | Peter Revson       | 23   | 5.  | Surtees-Ford  | 18      |
| 6.  | François Cevert    | 15   | 6.  | March-Ford    | 15      |
| 7.  | Clay Regazzoni     | 15   | 7.  | BRM           | 14      |
| 8.  | Mike Hailwood      | 13   | 8.  | Matra         | 12      |
| 9.  | Ronnie Peterson    | 12   | 9.  | Brabham-Ford  | 7       |
| 10. | Chris Amon         | 12   | 10. | Politoys-Ford | 0       |

(A teljes lista)

## Statisztikák
Vezető helyen:
- Jackie Stewart: 59 (1-59)

Jackie Stewart 22. győzelme, 14. pole-pozíciója, 13. leggyorsabb köre, 4. mesterhármasa (pp, lk, gy)
- Tyrrell 11. győzelme.

Jody Scheckter első versenye.